# Elaeagia ruizteranii
Elaeagia ruizteranii är en måreväxtart som beskrevs av Julian Alfred Steyermark. Elaeagia ruizteranii ingår i släktet Elaeagia och familjen måreväxter. Inga underarter finns listade i Catalogue of Life.